# Kačerov
Kačerov – stacja linii C metra praskiego (odcinek I.C), położona na skraju dzielnicy Pankrác.
W latach 1974–1980 pełniła funkcję stacji końcowej linii.